# Escape from Bug Island!
Escape from Bug Island! (Necro-Nesia au Japon) est un jeu vidéo de type Survival horror développé par Spike sur Wii. Il est sorti au Japon au lancement de la console, le 2 décembre 2006, puis en Amérique du Nord le 24 juillet 2007.

## Synopsis
Vous commencez avec une branche d’arbre comme votre première arme de mêlée avec des rochers comme des projectiles. Comme le jeu progresse, vous trouverez les meilleures armes de mêlée et de meilleures armes projectiles. Ray vous rencontrerez d’autres personnages durant la première moitié du jeu ; Cependant, après une visite à la grotte du temps, vous répéterez le jeu pour tenter d’empêcher certains de la disparition du personnage. Il y a plusieurs grottes accessibles après réexamen de zones qui cachent des objets bonus et armes encore mieux. Vous aurez également accès à une nouvelle lampe de poche qui vous permettra d’utiliser les armes de mêlée des deux mains, et la deuxième fois autour de Ray a accès aux armes à feu. Parmi les combats de boss le gorille géant en colère, un gros ver, l’araignée géante et bien sûr le monstre de que l’île est baptisée, Belzébuth. La bataille finale est contre un homme ancien nommé Robert qui est muté en un insecte comme dans le film The Fly. Ray fait ensuite son Escape from Bug Island après avoir vaincu le Robert muté. Selon la façon dont Ray fait pendant le jeu déterminera quelle fin le joueur reçoit. Les deux terminaisons trouver Ray faisant son évasion de l’île de Bug ; Cependant, Ray possède ou non une société sur son évasion dépend de la fin.